# Hans Leu (starszy)
Hans Leu starszy (niem. Hans Leu lub Hans Leuw, Hans Löw der Ältere) (ur. 1460 Baden; zm. 1507 Zurych) – szwajcarski malarz.
Prawdopodobnie urodził się w szwajcarskim Baden. W 1488 roku, po śmierci ojca, wyjechał do Zurychu. W 1492 roku otrzymał obywatelstwo Zurychu.
W tym mieście otrzymał wiele istotnych zamówień, między innymi namalował obraz przedstawiający Górę Oliwną dla opactwa Fraumünsterabtei, a w 1504 roku otrzymał zlecenie na dekorację Festplatz.
Pomiędzy 1497 und 1501 rokiem nastąpiła przebudowa grobów patronów miasta, świętych Eksuperancjusza, Feliksa i Reguli w kościele Grossmünster. Hans Leu stworzył wówczas w Kaplicy 12 Apostołów wieloczęściowe malowidło obrazujące męczeństwo patronów. W tle przedstawienia znajdowały się precyzyjnie przedstawione widoki Zurychu. Po jego śmierci w 1507 roku warsztat prowadziła żona Anna Frick, a następnie jego syn Hans Leu (młodszy).